# Sclerolobium eriopetalum
Sclerolobium eriopetalum är en ärtväxtart som beskrevs av Adolpho Ducke. Sclerolobium eriopetalum ingår i släktet Sclerolobium och familjen ärtväxter. Inga underarter finns listade i Catalogue of Life.